# Robert (ur. 1971)
Robert da Silva Almeida (ur. 3 kwietnia 1971 w Salvadorrze) – brazylijski piłkarz, występujący podczas kariery na pozycji ofensywnego pomocnika.

## Kariera klubowa
Robert rozpoczął piłkarską karierę w Olarii Rio de Janeiro w 1986 roku. W 1988 roku przeszedł do Fluminense FC. Już rok później przeszedł do Bragantino Bragança Paulista. Z Bragantino zdobył jedyne w jego historii mistrzostwo stanu São Paulo – Campeonato Paulista w 1989 roku. W 1992 roku przeszedł do Guarani FC. Kolehjnym klubem w karierze Roberta było Rio Branco Cariacica, gdzie grał w latach 1995–1996.
W 1996 roku przeszedł do Santos FC. W kolejnych latach występował w Grêmio Barueri i Clube Atlético Mineiro. W klubie z Belo Horizonte zdobył mistrzostwo Minas Gerais – Campeonato Mineiro w 1990. W 2000 roku powrócił do Santosu, w którym grał z przerwą na kilkumiesięczną grę w AD São Caetano, do 2003 roku. Z Santosem odniósł swój największy sukces w karierze w postaci mistrzostwa Brazylii 2002.
2003 roku grał obok Santosu w japońskim Consadole Sapporo oraz Corinthians Paulista. W latach 2004–2005 grał EC Bahia. Karierę zakończył w 2006 w Américe Rio de Janeiro

## Kariera reprezentacyjna
Robert ma za sobą występy w reprezentacji Brazylii, w której zadebiutował 6 marca 2001 w zremisowanym 3-3 towarzyskim meczu z reprezentacją Meksyku. W tym samym roku Robert został powołany na Puchar Konfederacji. Na turnieju w Japonii i Korei Południowej Robert zagrał we trzech meczach z Kanadą, Japonią oraz 7 czerwca 2001 z Francją, który był jego czwartym i ostatnim meczem w reprezentacji.